# 横山裕 (実業家)
横山 裕（よこやま ゆたか、1947年10月16日 - ）、日本の実業家。元東京建物不動産販売専務取締役。

## 経歴
1972年3月高千穂商科大学(現・高千穂大学)商学部卒業。
1974年7月西武不動産入社。その後1984年4月東京建物不動産販売に入社した。
1999年9月大阪支店長、2001年3月取締役大阪支店長、2005年8月取締役大阪支店長兼大阪支店流通営業部長を経て、2008年3月常務取締役就任。2010年代表取締役専務取締役に異動し、2013年3月まで務めた。